# Huesos cuneiformes

Huesos del pie. Los huesos cuneiformes son los números 4, 5 y 6.

Los huesos cuneiformes son huesos cortos del pie, en número de tres para cada pie, 1, 2 y 3 de dentro a fuera:

## Hueso cuneiforme medial
También conocido como cuneiforme interno o primer cuneiforme.

## Hueso cuneiforme intermedio
También conocido como cuneiforme anormal.

## Hueso cuneiforme lateral
También conocido como cuneiforme externo o tercer cuneiforme.
Se distinguen cuatro caras y un arista.
Las lesiones en los huesos cuneiformes pueden derivarse de fracturas obvias, de dislocaciones severas difíciles de diagnosticar, astillas y lesiones del ligamento. La lesión de menor importancia del ligamento puede ser tratada a menudo guardando el peso apagado del pie por un período extendido. Las roturas del hueso cuneiforme son raras, pero los síntomas pueden incluir el dolor general del pie, hinchazón que no se resuelve después de un mes y de una inhabilidad del pie soportar el peso normal. Las fracturas son tratadas por implante quirúrgico de tornillos, o por inmovilización. Los huesos también se pueden también por el trauma embotado de la fuerza, que requiere cirugía para reparar o quitar el hueso y evitar la lesión común de Lisfranc.
El empalme de Lisfranc refiere al lugar en donde los huesos cuneiformes resuelven los metatarsos. En cada ensambladura del hueso, hay un empalme creado con los ligamentos que sostienen los huesos en sus lugares apropiados. Se diagnostica lesión de Lisfranc cuando los huesos cuneiformes y los huesos de los metatarsos están fuera de alineación en el empalme debido al daño del ligamento. La lesión fue reconocida por primera vez por el doctor de Napoleón, Jacques Lisfranc, en la década de 1790 y es ocasionada a menudo caída del jinete de caballo con un pie cogido en los estribos. Hasta el advenimiento de la medicina moderna, ocasionó con frecuencia a la amputación del pie; hoy, la cirugía puede corregir a menudo la lesión.